# Zvoniță

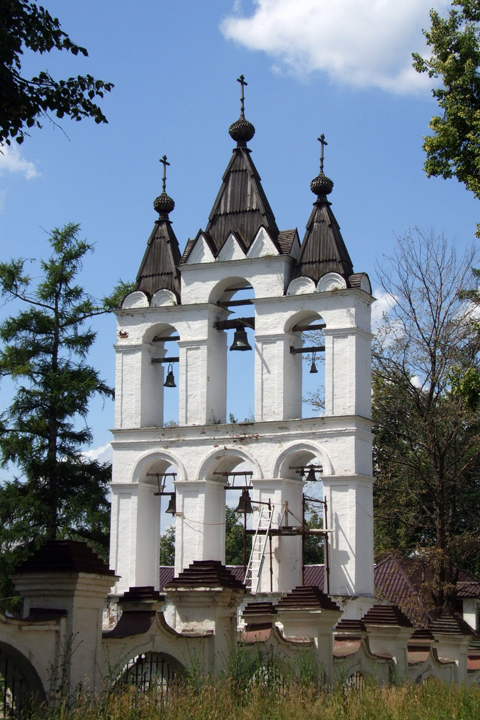
Zvoniţa Catedralei Schimbarea la Faţă din Viazemi (Regiunea Moscova, Rusia).

Zvonița (în poloneză dzwonnica parawanowa, în rusă звонница) este un tip aparte de clopotniță de tradiție medievală, de influență rusească. Este întâlnită îndeosebi în Rusia și în Polonia.

## Descriere
Zvonița a fost un element important al arhitecturii bisericești medievale din secolele XIV-XVII. Aceasta diferă de turnul-clopotniță (în rusă колокольня), deoarece nu este un turn. 
Zvonița este o construcție independentă, situată în apropierea bisericii, de forma unui zid gros, cu un soclu masiv, care la partea superioară este străpuns de mai multe deschideri în arcadă. În fiecare deschidere este atârnat, printr-un sistem de bârne și de pârghii, câte un clopot.
Construcția de zvonițe este preferată construcției de turnuri clopotniță din motive de ordin practic. Este mai mică, nu ocupă mult spațiu și realizarea sa presupune cheltuieli mai mici. Se apelează la ea atunci când terenul bisericii este prea mic pentru a se construi o clădire separată pentru clopotniță. De multe ori, o astfel de suprastructură reprezintă o continuare a peretelui bisericii cu una sau mai multe deschideri terminate în arcadă, în care clopotele sunt suspendate. 
Zvonița este larg răspândită în arhitectura bisericească din regiunea Pskov a Rusiei, dar și în Polonia.
Cuvântul polonez dzwonnica se referă la orice tip de clopotniță, inclusiv la turnuri clopotniță și campanile, dar construcția dreptunghiulară cu deschideri pentru clopote, care nu este un turn, este denumită prin termenul dzwonnica parawanowa.

## Zvonițe în arhitectura românească

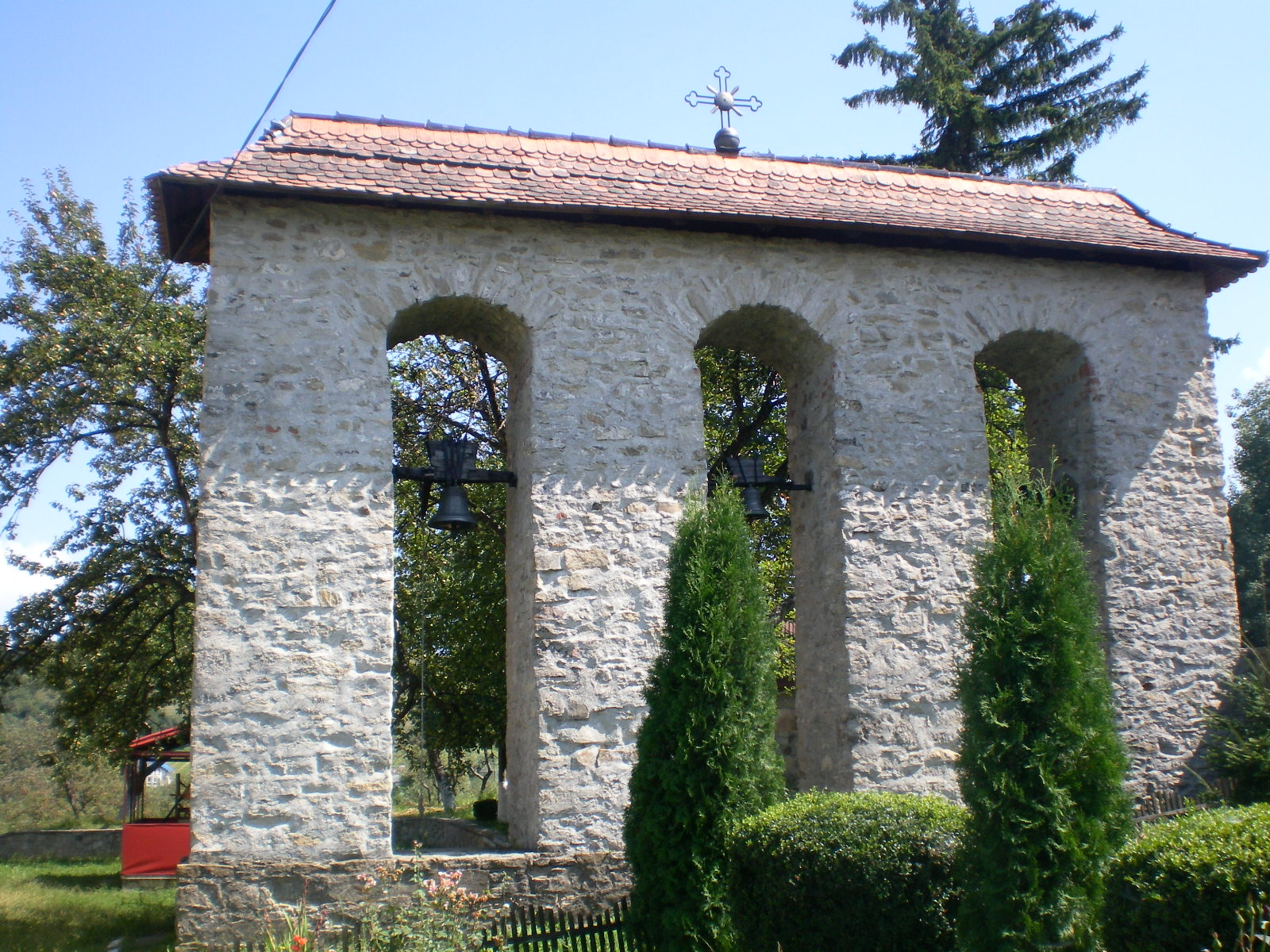
Zvoniţa Bisericii Sfânta Treime din Siret

Clopotnițele de tip zvoniță apar destul de rar în arhitectura românească, fiind întâlnite la bisericile din Bucovina și în nordul Moldovei în zona de interferență culturală cu Bucovina: Biserica Sfânta Treime din Siret, Biserica Adormirea Maicii Domnului din Ițcani (Suceava), Biserica Sfântul Procopie din Bădeuți (Milișăuți), Biserica Sfântul Dumitru din Zaharești și Biserica Învierea Domnului din Suceava .
După formă, zvonițele sunt de mai multe tipuri:
- zvoniță cu două arcade (la Biserica "Sf. Dumitru" din Zaharești și la la Biserica "Sf. Procopie" din Bădeuți)
- zvoniță cu trei arcade (la Biserica "Sf. Treime" din Siret, Biserica "Adormirea Maicii Domnului" din Ițcani și Biserica "Învierea Domnului" din Suceava)

O parte dintre zvonițe au fost incluse pe Lista monumentelor istorice din județul Suceava din anul 2004 și anume cele de la :
- Biserica "Sf. Treime" din Siret - datând din secolul al XVII-lea și având codul SV-II-m-A-05643.02
- Biserica "Sf. Dumitru" din Zaharești - datând din secolul al XVIII-lea și având codul SV-II-m-B-05676.02
- Biserica "Pogorârea Sf. Duh" din Horodniceni - datând din secolul al XIX-lea și având codul SV-II-m-A-05558.02

## Imagini

### Zvonițe din România

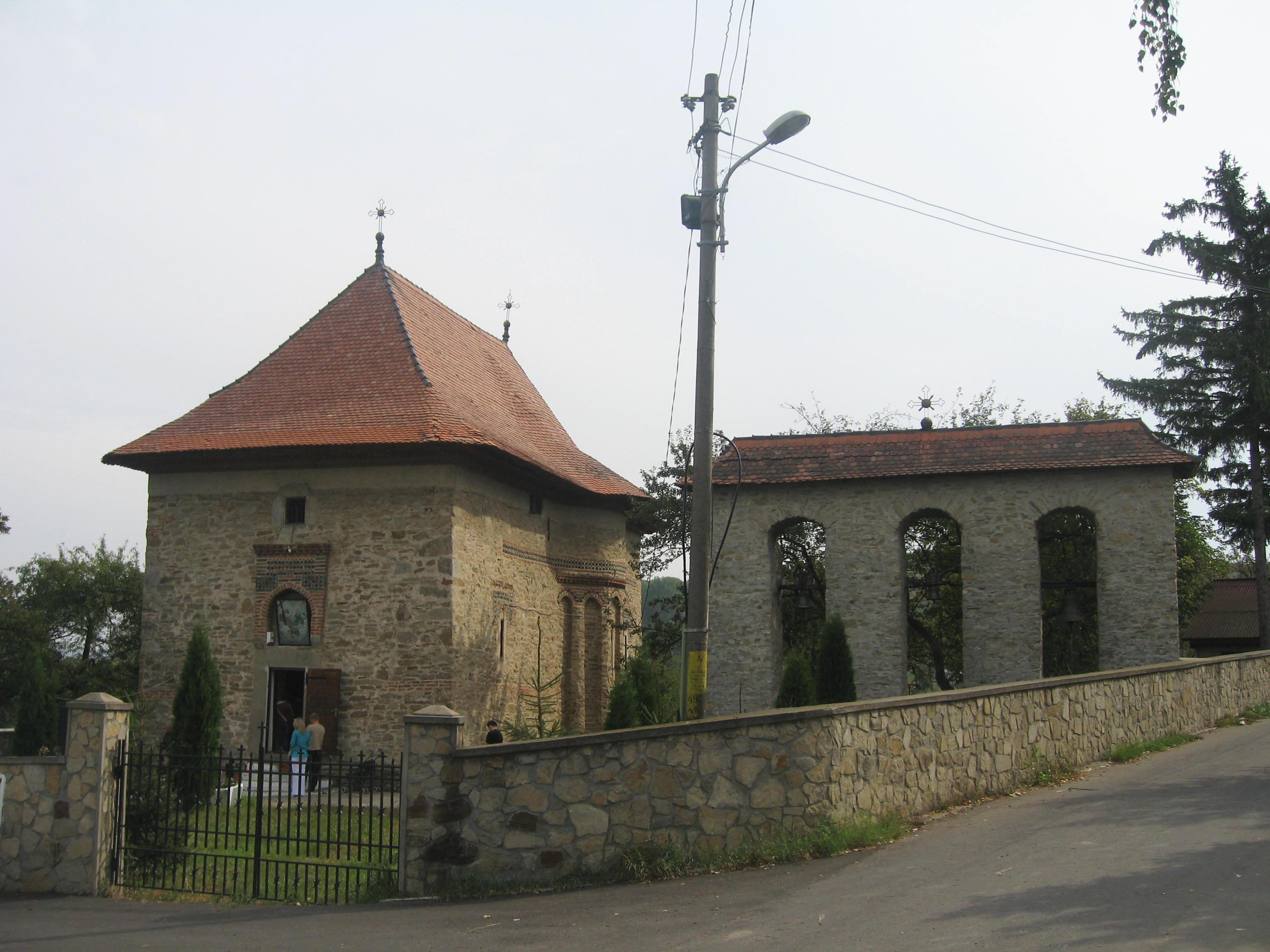
Biserica „Sfânta Treime” din Siret și zvonița
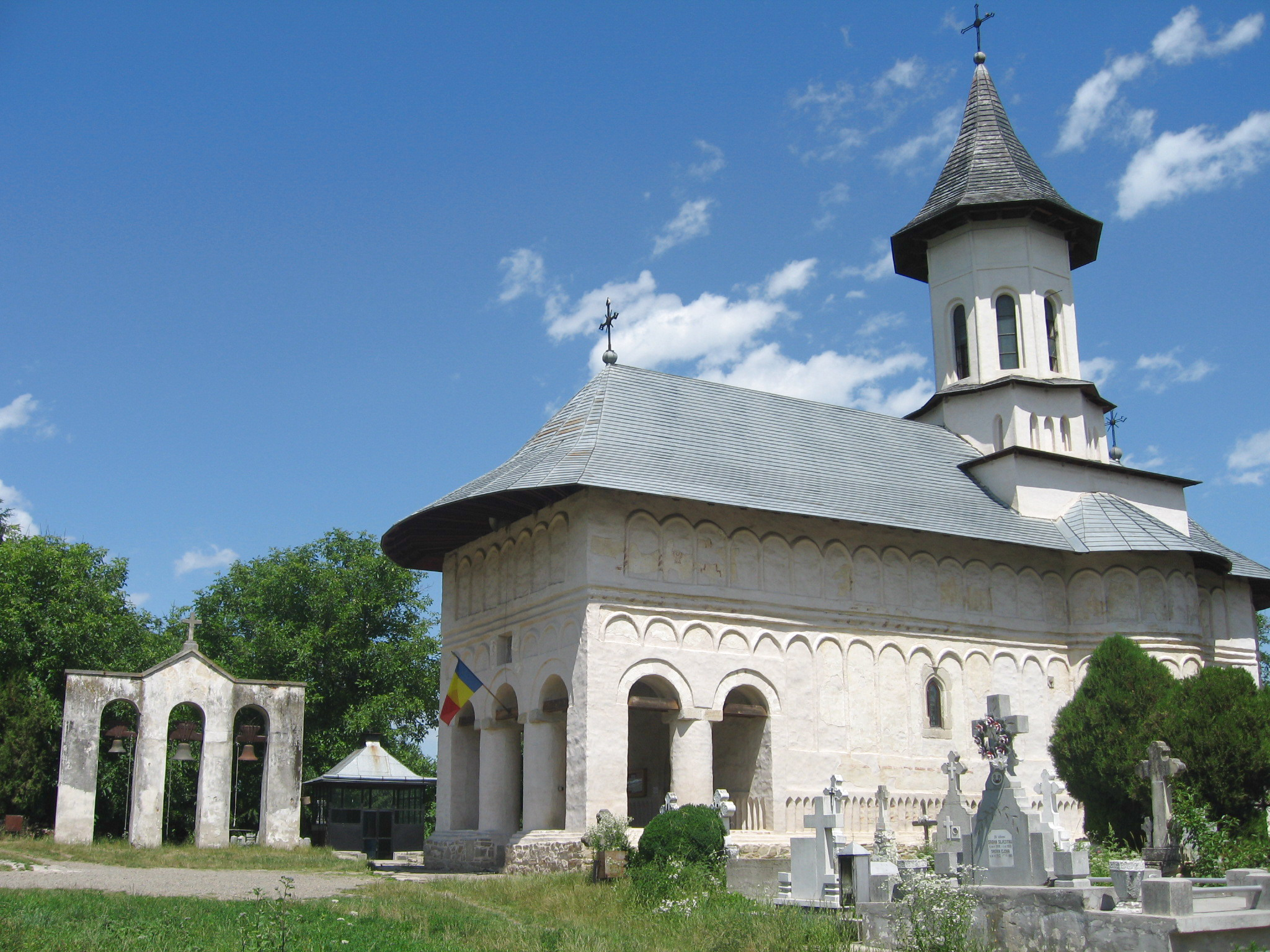
Biserica „Adormirea Maicii Domnului” din Ițcani-Suceava și zvonița
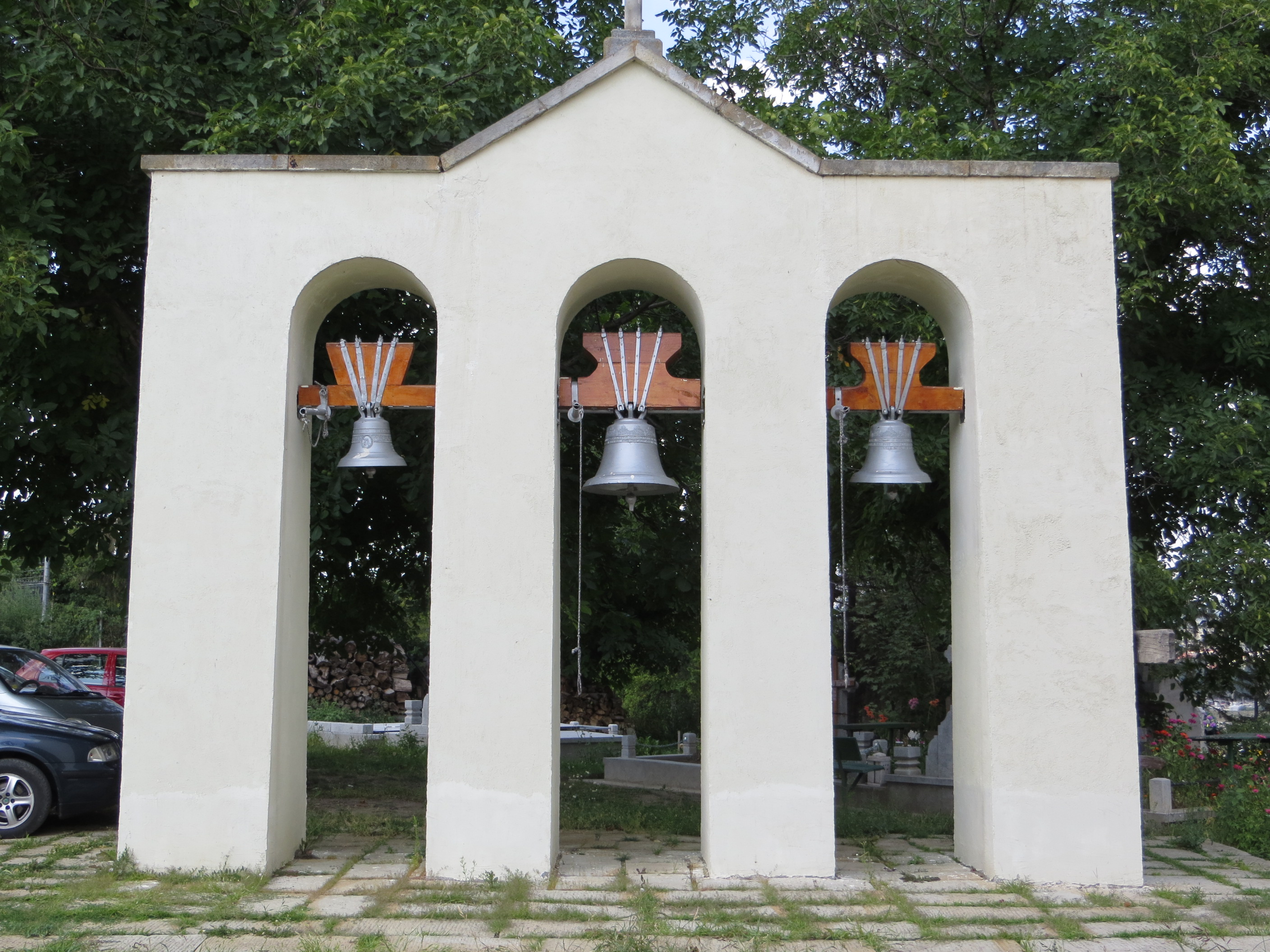
Zvonița bisericii „Adormirea Maicii Domnului” din Ițcani-Suceava
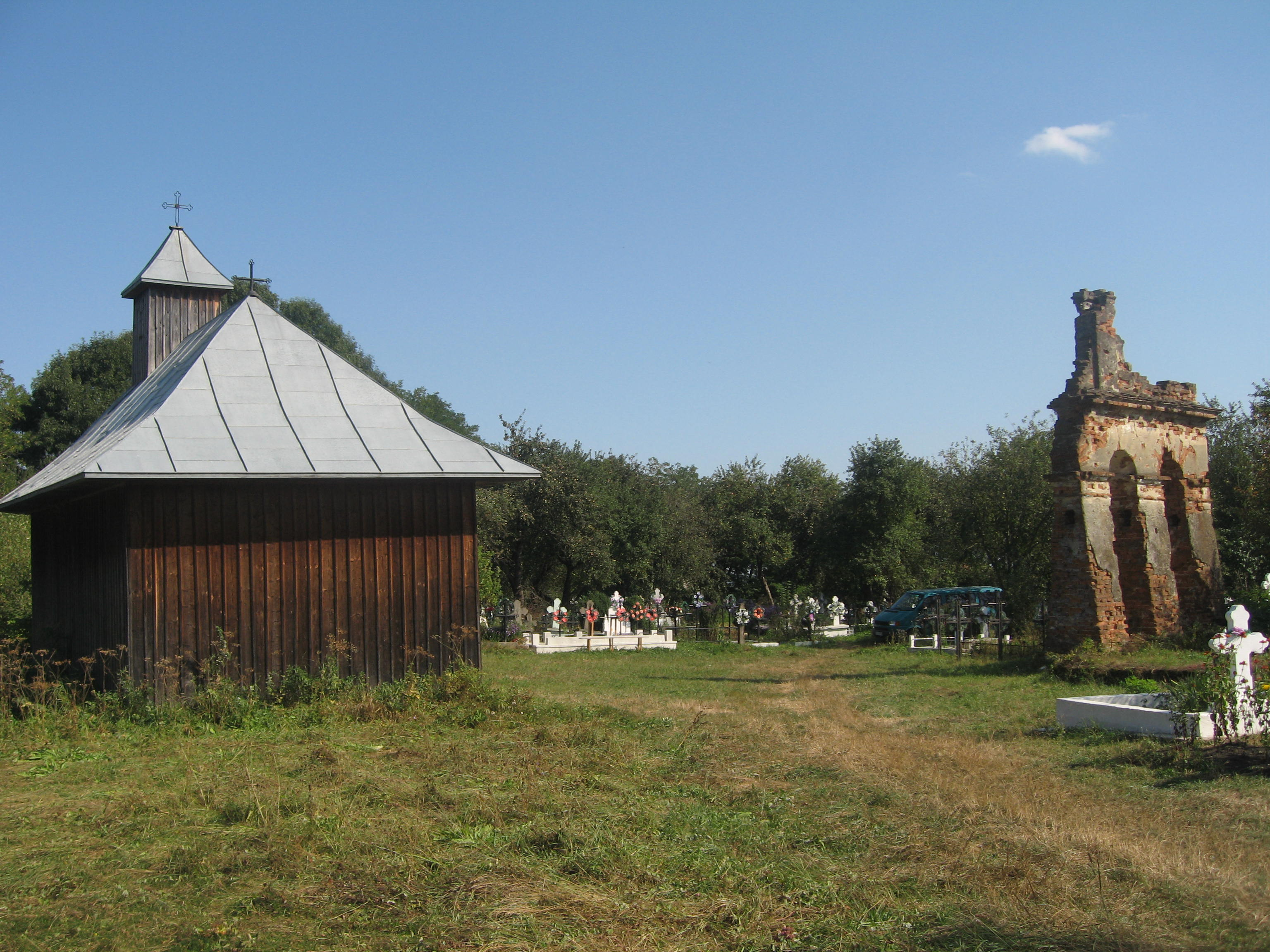
Biserica de lemn și ruinele bisericii ștefaniene din Bădeuți
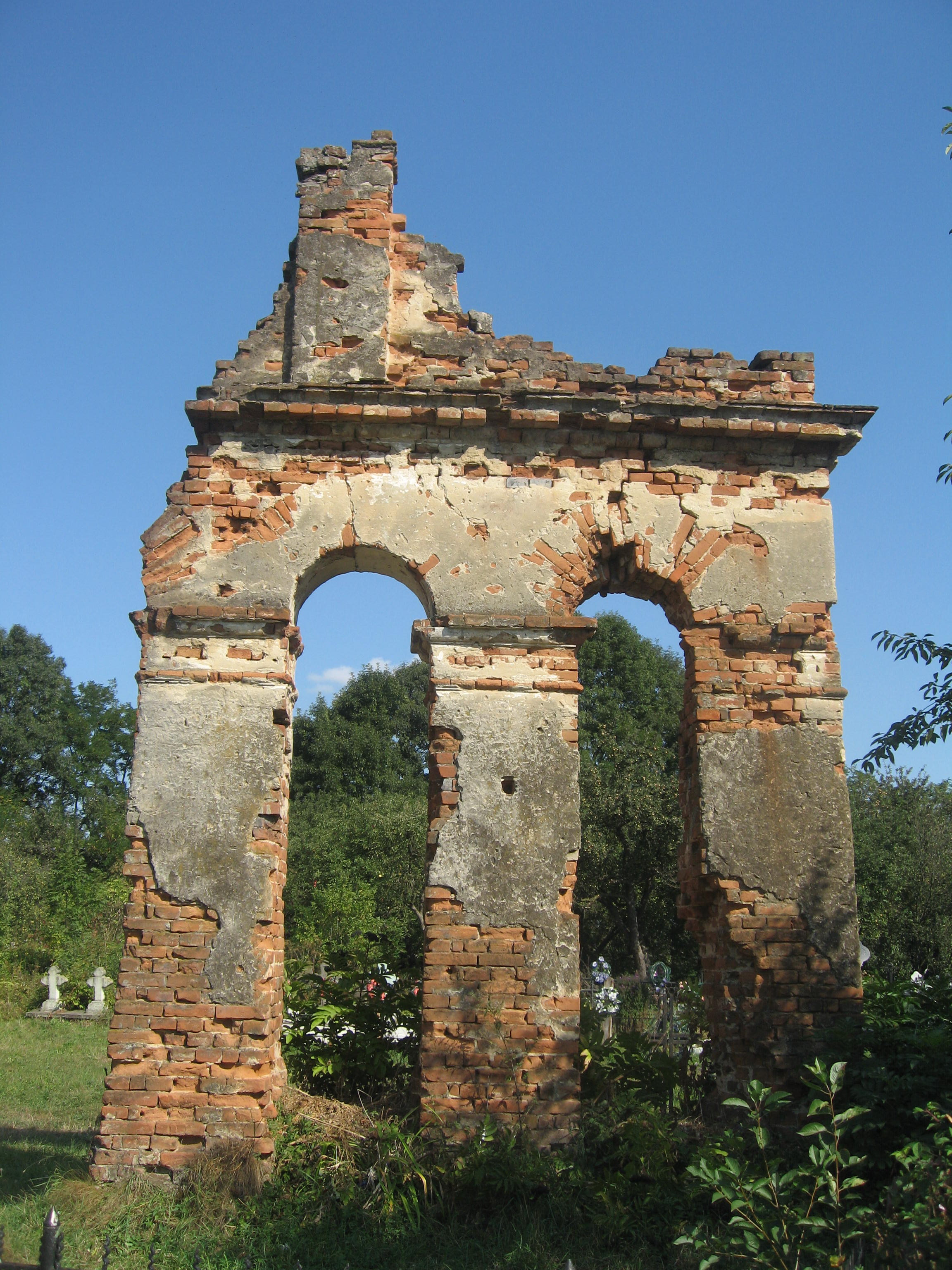
Zvonița bisericii „Sfântul Procopie” din Bădeuți
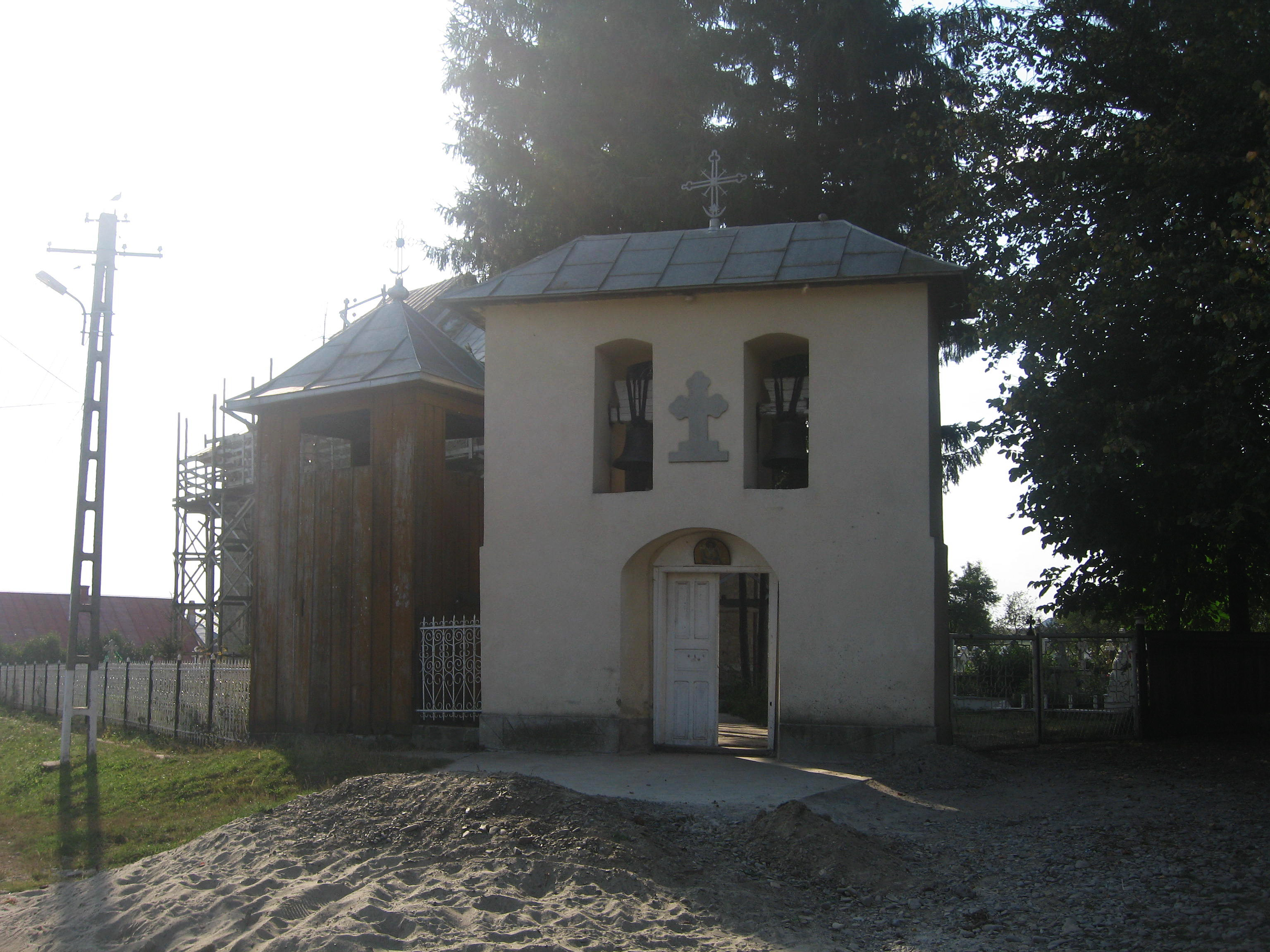
Zvonița bisericii „Sfântul Dumitru” din Zaharești
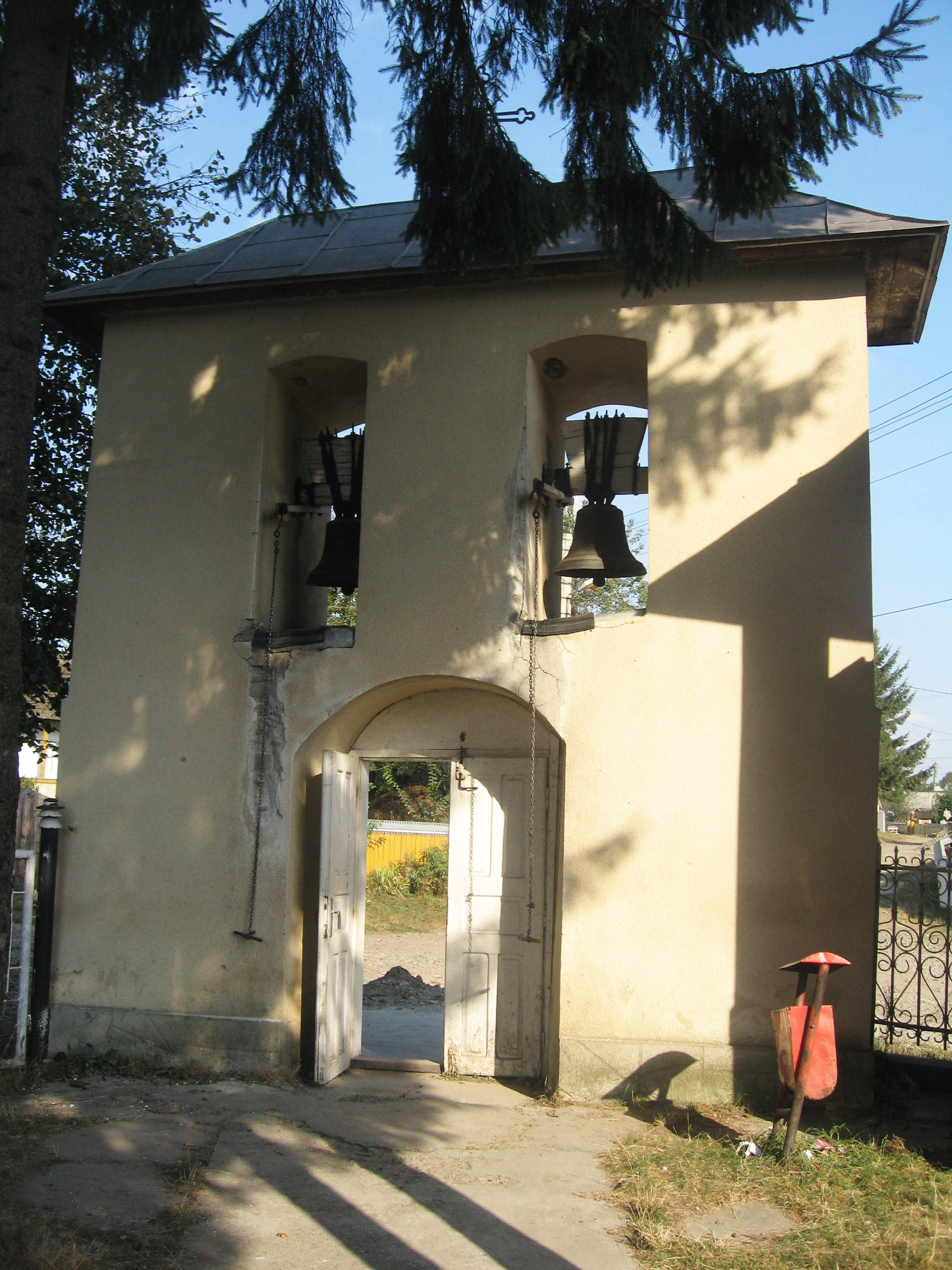
Zvonița bisericii „Sfântul Dumitru” din Zaharești
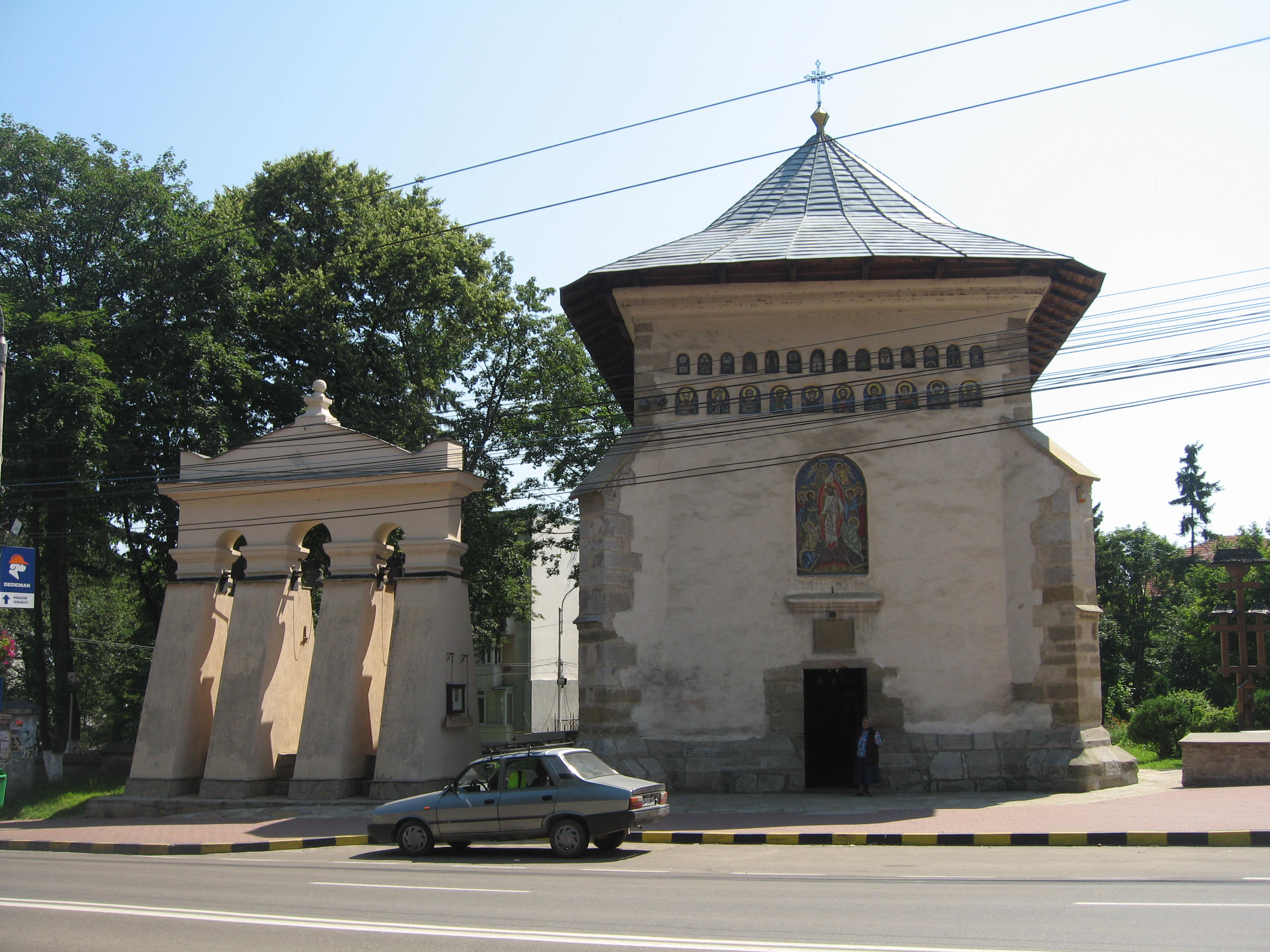
Biserica „Învierea Domnului” din Suceava și zvonița
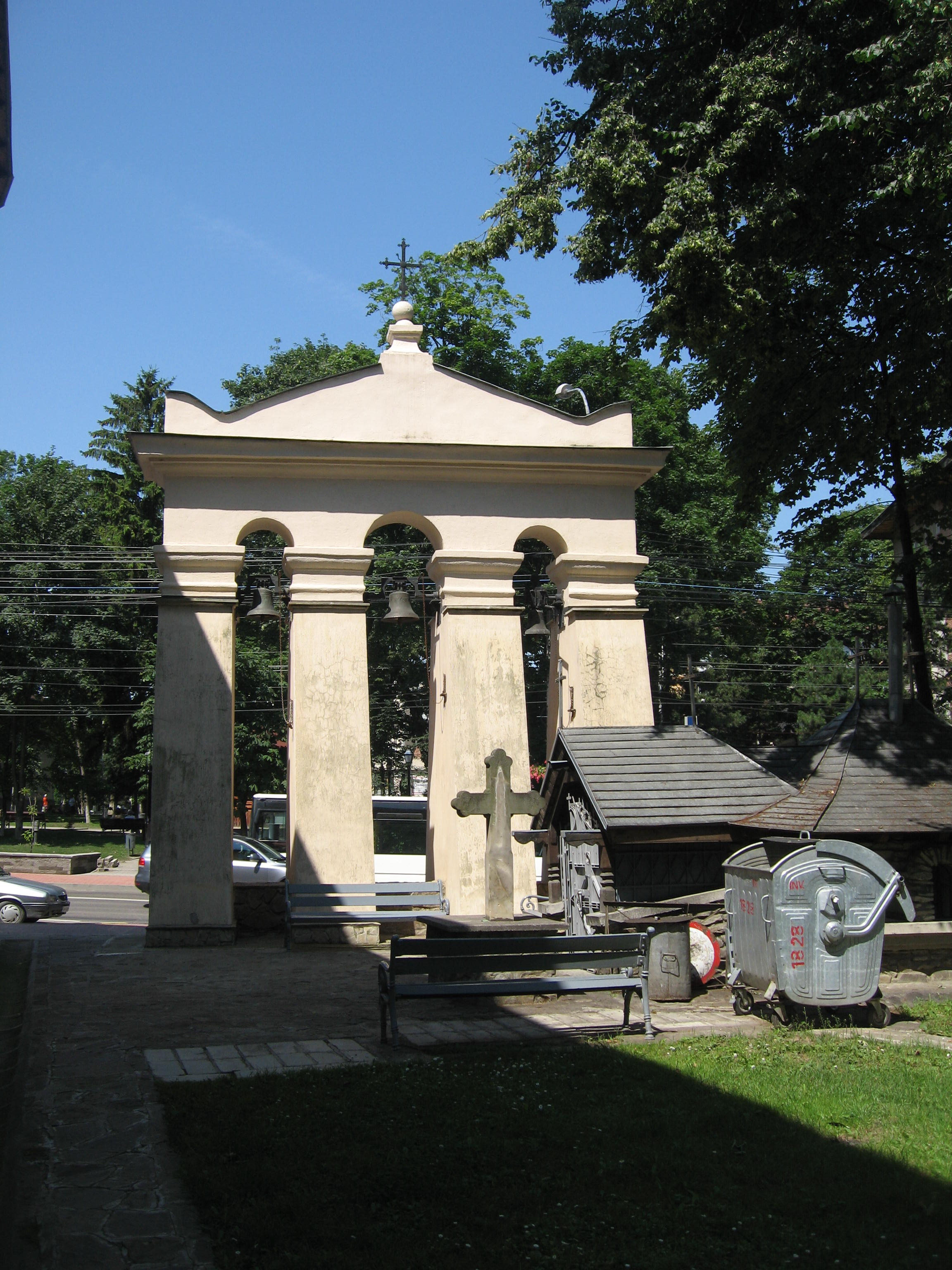
Zvonița bisericii „Învierea Domnului” din Suceava - vedere frontală
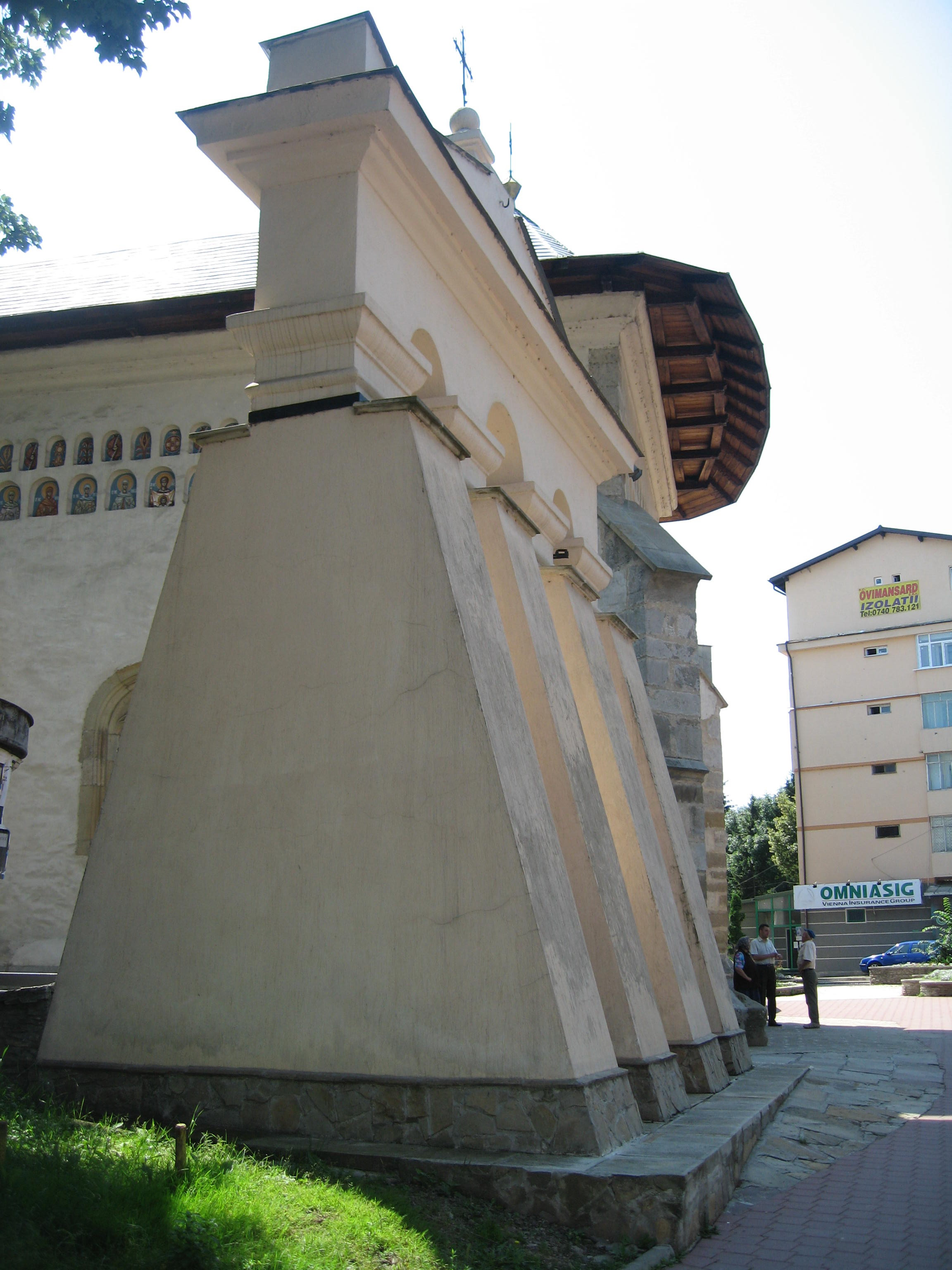
Zvonița bisericii „Învierea Domnului” din Suceava - vedere laterală

### Zvonițe din alte țări

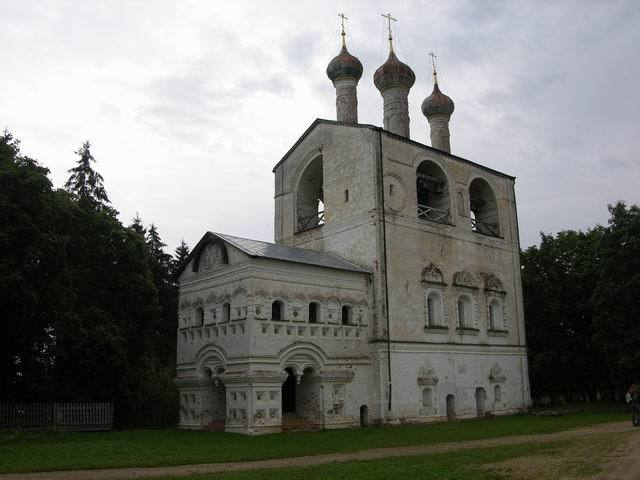
Zvonița Mănăstirii din Borissoglebski (Regiunea Iaroslavl, Rusia)
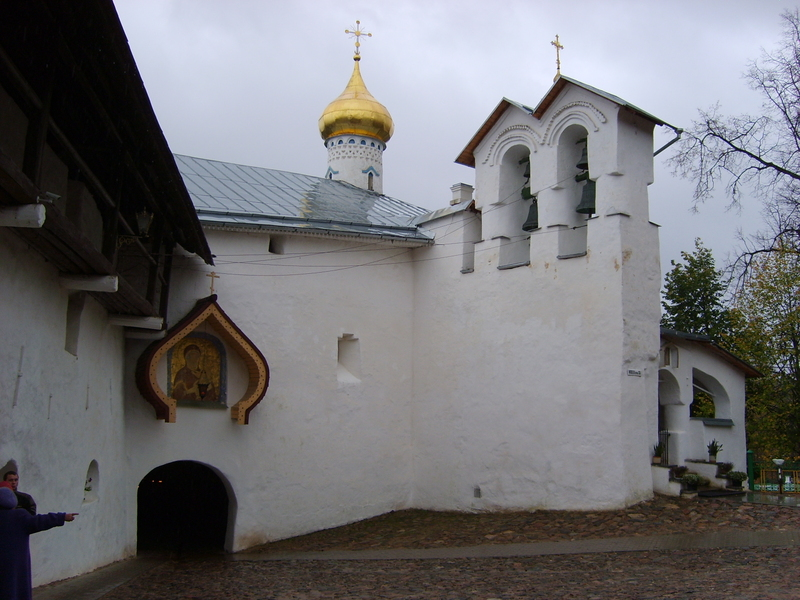
Zvonița Bisericii "Sf. Nicolae" a Mănăstirii Pecerska din Pskov
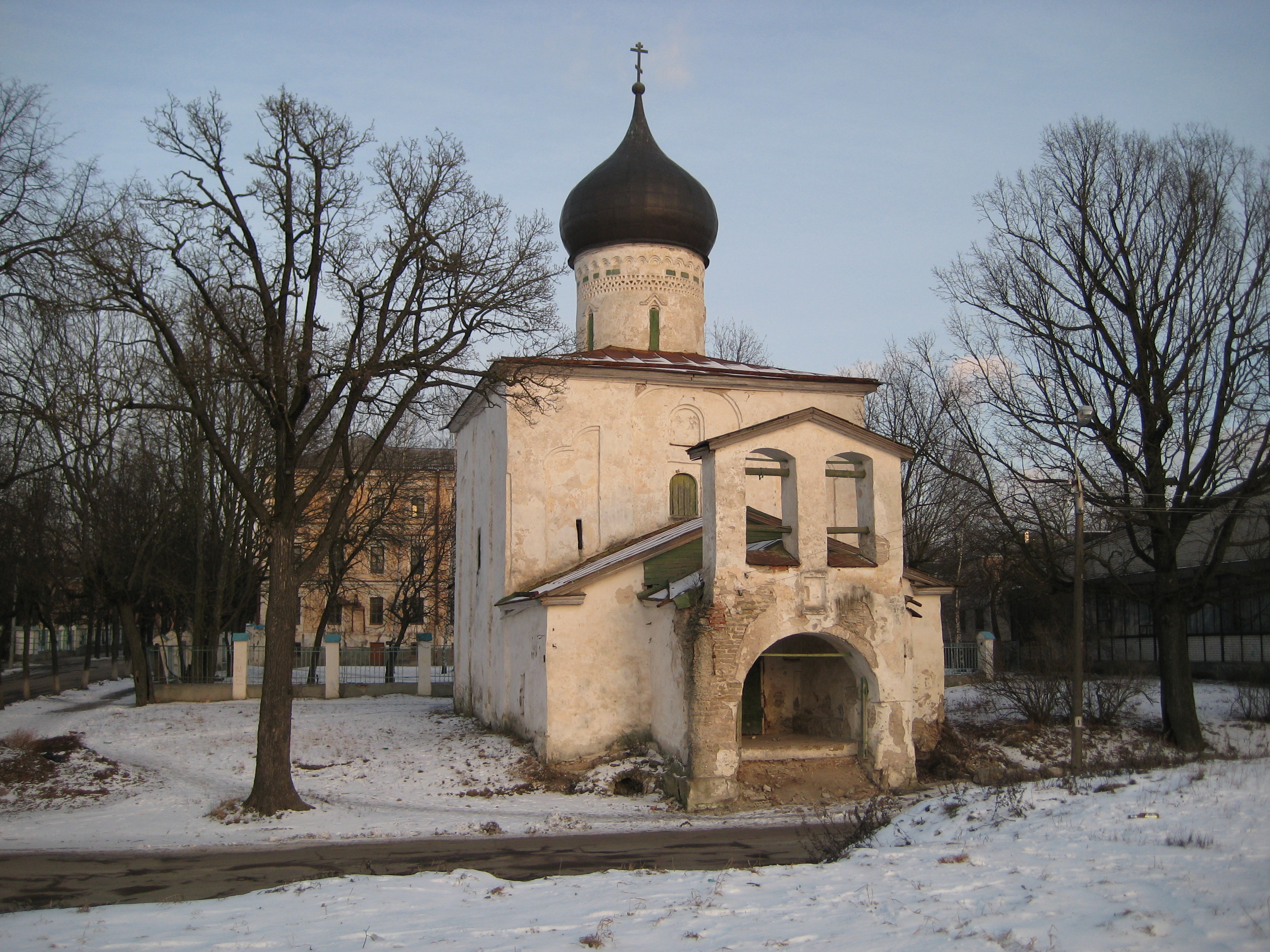
Biserica "Sf. Gheorghe" cu zvoniță din Pskov
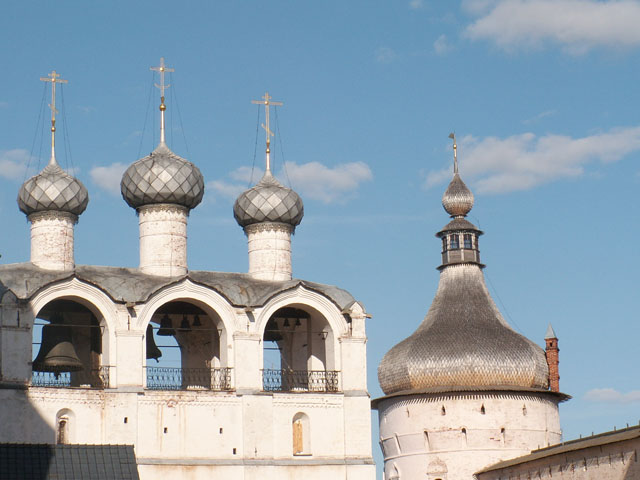
Zvonița din Rostov Kremlin
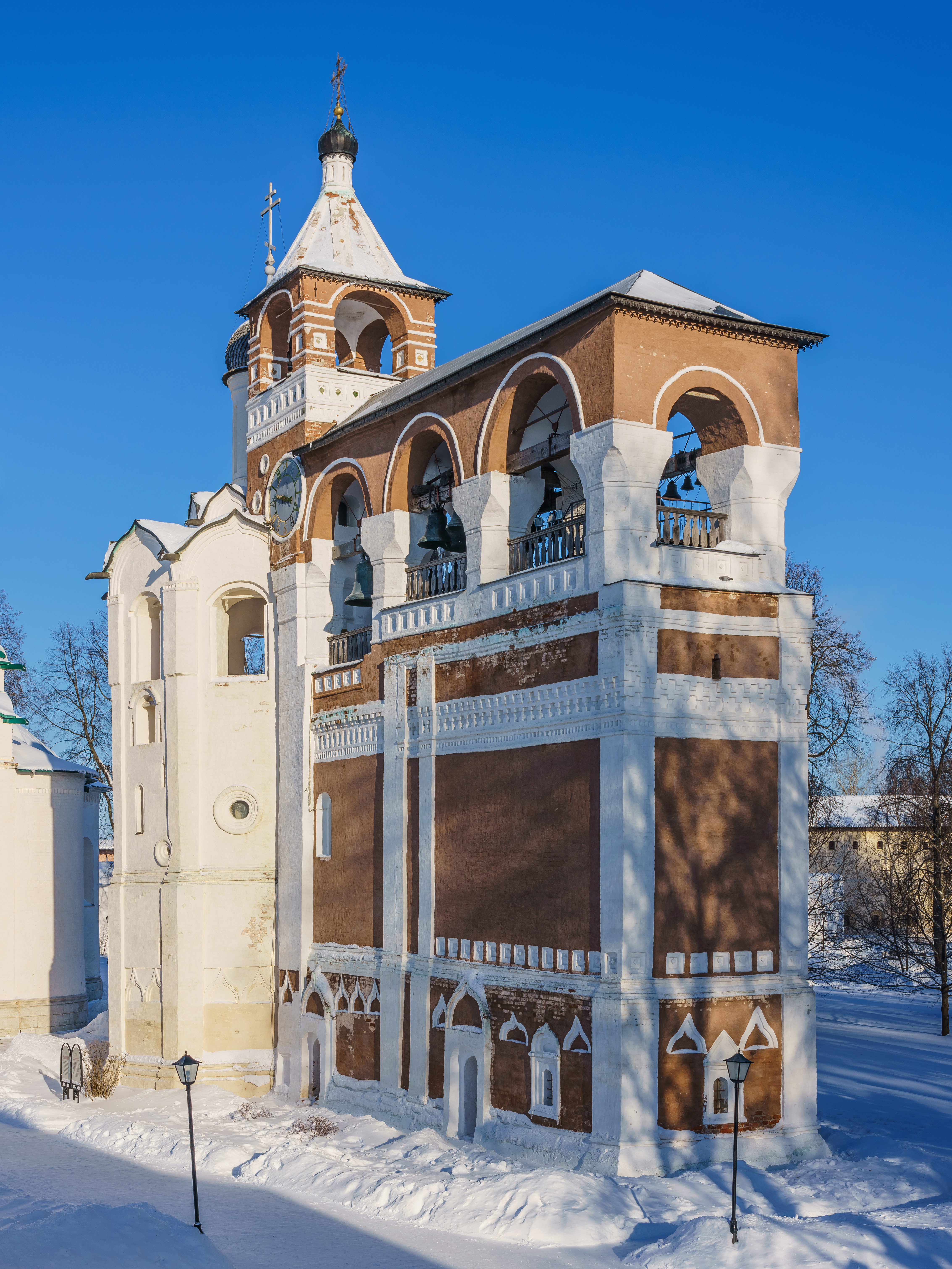
Zvonița Mănăstirii "Sf. Eftimie" din Suzdal
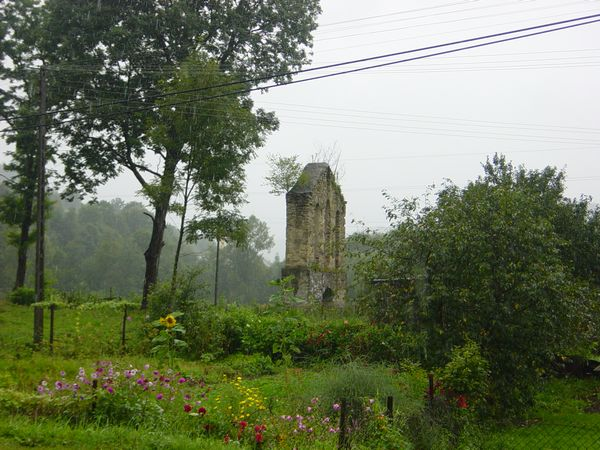
Zvonița din Wołkowyja (Polonia)
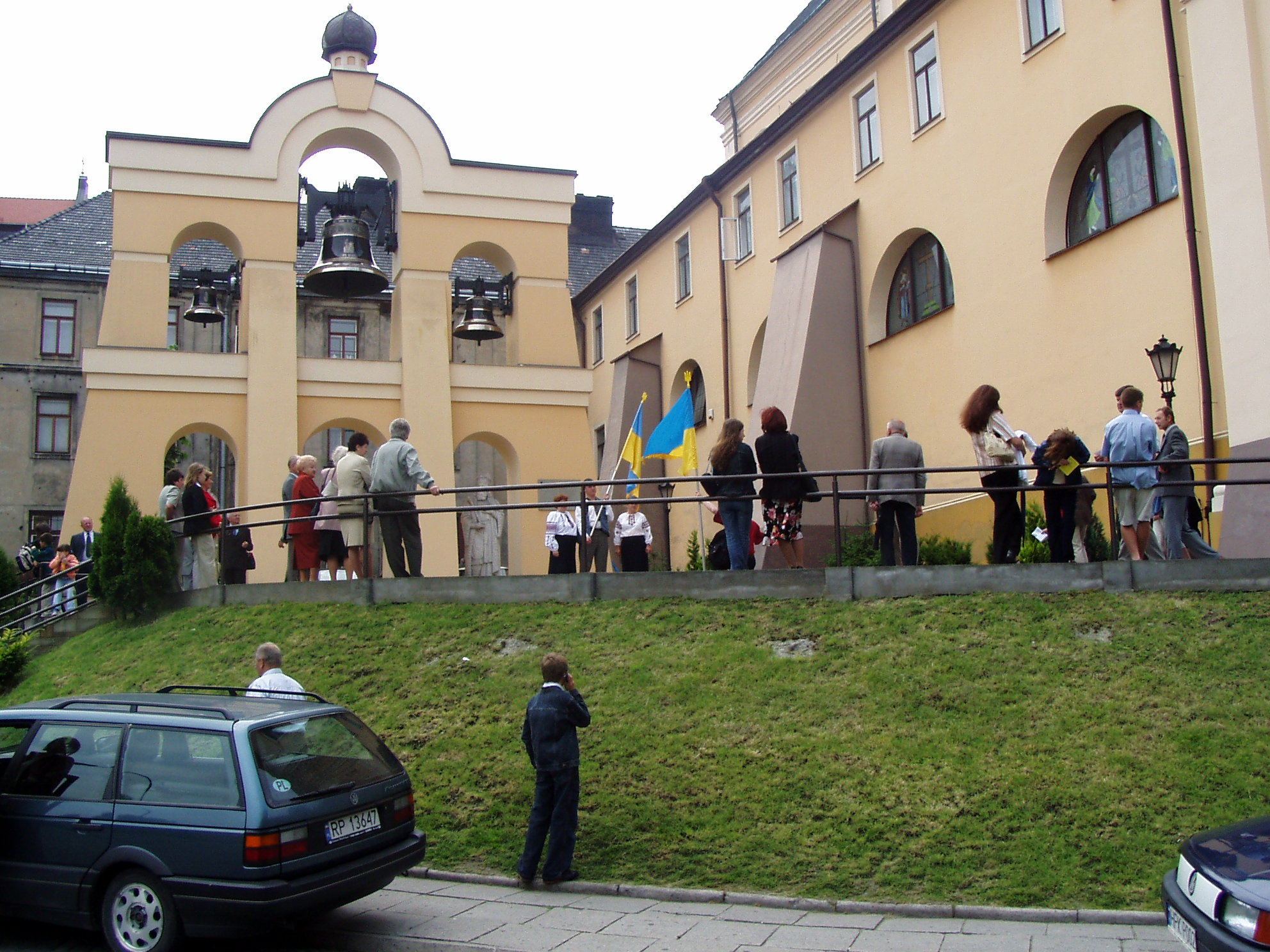
Zvonița din Przemyśl (Polonia)
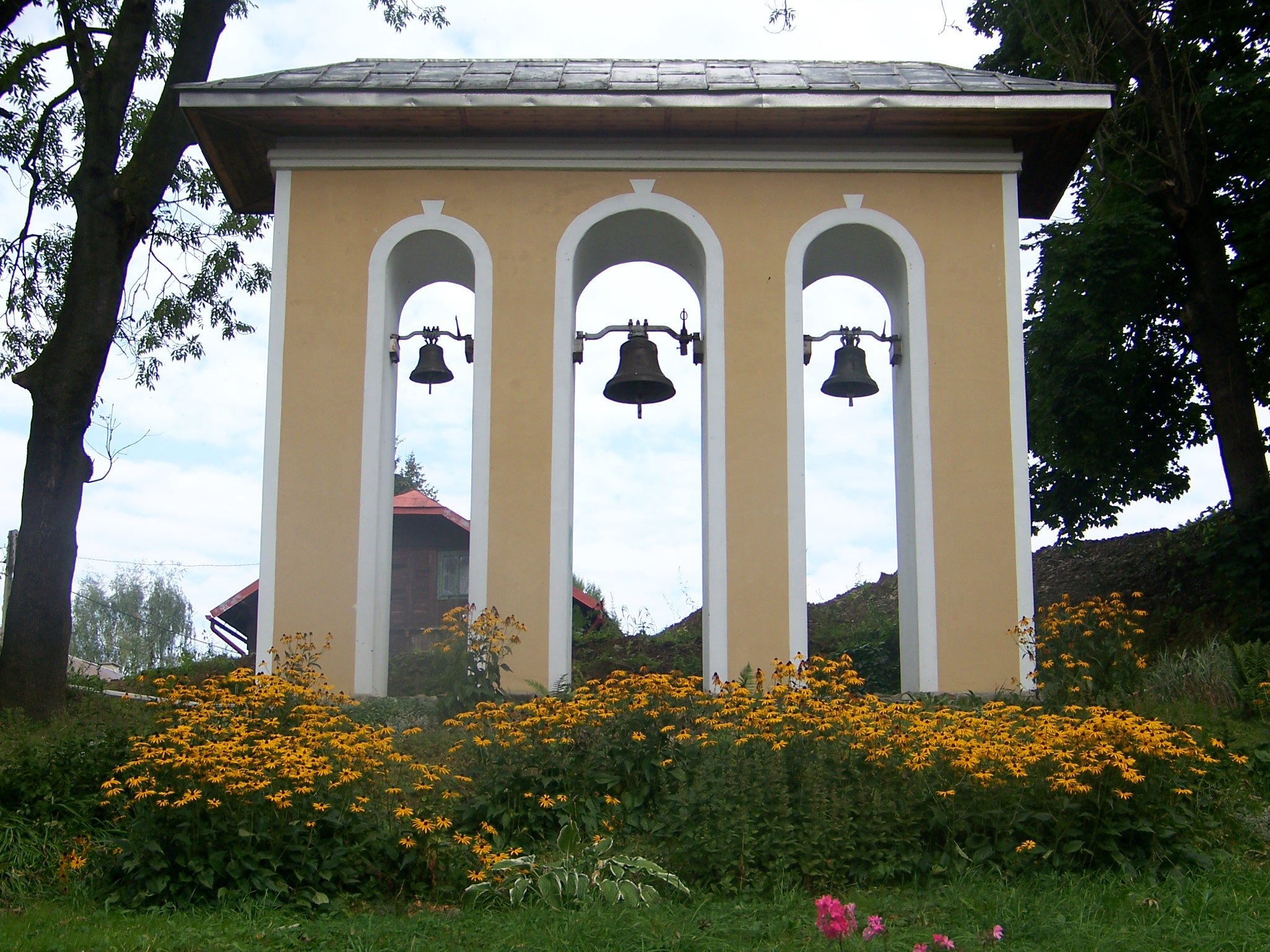
Zvonița bisericii greco-catolice din Ustrzyki Dolne (Polonia)